# Alliance-Air-Flug 503
Der Alliance-Air-Flug 503 (Flugnummer IATA: 9I503 ICAO: LLR503, Funkrufzeichen: ALLIED 503) war ein indischer Inlandslinienflug der Fluggesellschaft Alliance Air vom Flughafen Agatti zum Flughafen Thiruvananthapuram mit einem planmäßigen Zwischenstopp auf dem Flughafen Cochin. Am 30. Juli 1998 verunfallte auf dem zweiten Flugabschnitt dieses Fluges eine HAL/Dornier 228-201 mit dem Luftfahrzeugkennzeichen VT-EJW am Flughafen Cochin nach einem Kontrollverlust. Bei dem Unfall kamen neun Menschen ums Leben.

## Flugzeug
Bei der betroffenen Maschine handelte es sich um eine 1986 unter Lizenz der deutschen Dornier-Werke in Indien durch Hindustan Aeronautics gebaute HAL/Dornier 228-201 mit der Werknummer 8075 und der Modellseriennummer H1007. Der Erstflug der Maschine erfolgte am 20. März 1986, am 20. Juni 1986 wurde die Maschine an die Vayudoot ausgeliefert, bei der sie mit dem Luftfahrzeugkennzeichen VT-EJW in Betrieb ging. Nach einer Unternehmensfusion ging die Maschine im April 1995 an die Indian Airlines über, ab Januar 1998 war die Maschine bei der Alliance Air in Betrieb. Das zweimotorige Kurzstreckenflugzeug war mit zwei Turboproptriebwerken vom Typ Garrett TPE331 ausgerüstet. 

## Passagiere und Besatzung
Den Flug auf dem zweiten Flugabschnitt von Cochin nach Thiruvananthapuram hatten drei Passagiere angetreten. Es befand sich eine dreiköpfige Besatzung an Bord. 

## Unfallhergang
Der Flug auf dem ersten Flugabschnitt zum Flughafen Cochin erfolgte ohne besondere Vorkommnisse. Der Start zum Weiterflug nach Thiruvananthapuram erfolgte um 11:05 Uhr von der Startbahn 17 des Flughafens Cochin. Nachdem die Maschine nach dem Start eine Flughöhe von 400 Fuß erreicht hatte, konnte beobachtet werden, wie sie steil nach oben nickte, bis sie eine nahezu vertikale Fluglage erreichte. Im nächsten Augenblick kam es zu einem Strömungsabriss, die Maschine drehte nach rechts und stürzte auf das Dach des Gebäudes der Instandsetzungsabteilung der Indischen Marine. Infolge des Unfalls starben alle sechs Insassen der Maschine sowie drei Bedienstete, die in dem Gebäude arbeiteten, weitere sechs Personen am Boden wurden leicht verletzt.

## Ursache
Die Unfalluntersuchung ergab, dass die unkontrollierbare, rapide Nickbewegung durch einen plötzlichen, unvorhersehbaren Ausschlag der Profilnase der trimmbaren Höhenflosse nach unten verursacht worden war. Hierzu sei es gekommen, nachdem sich eine Halterung des Auslösers von der Maschine teilweise abgelöst hatte. Als Ursache hierfür konnte ermittelt werden, dass bei Wartungsarbeiten nicht die erforderlichen "HI-LOK"-Schrauben verwendet worden waren. Die Unfallermittler kritisierten die niedrige Qualität der durchgeführten Wartungsarbeiten.